# Military Township
Military Township est un township, du comté de Winneshiek en Iowa, aux États-Unis.